# Cerkev Ducha svatého
Cerkev Ducha svatého (ukrajinsky: Церква Святого Духа, rusky: Церковь Святого Духа) je dřevěná pravoslavná cerkev, původně postavena jako řeckokatolická, v obci Huklyvyj, v Zakarpatské Ukrajině v okrese Mukačevo.
Cerkev je památníkem lemkovské dřevěné architektury nebo také verchovynského baroka.
Cerkev není využívána, neboť věřící využívají nový zděný chrám z roku 1932.

## Historie
Cerkev byla postavena v roce 1649 kolonisty z haličské strany Karpat na horním konci obce Huklyvyj na břehu horského potoka. V 18. století byla na západní části přistavěna věž. V dobách sovětské éry byla cerkev uzavřena a po druhé světové válce sloužila jako muzeum ateismu. V letech 1970–1971 byla opravena. V osmdesátých letech 20. století byla vykradena. V období 1998 až 2001 svatyně kvůli nezájmu úřadů značně zchátrala. Až na konci roku 2001 byla opravena děravá střecha a obnoveno šindelové krytí. V roce 2018 byla cerkev prohlášena za ukrajinskou národní památku.
Od 17. do 19. století byla v cerkvi vedena kronika Huklyvyj.

## Architektura
Cerkev je dřevěná roubená orientovaná stavba na půdorysu obdélníku se třemi sruby (kněžiště–loď–babinec) různé velikosti. Na podezdívce z říčního kamene stojí jedlové stěny. Nad babincem se tyčí štenýřová věž zakončená dvojitou barokní bání s lucernou. V západním průčelí je otevřená veranda s plochým stropem. Kolem cerkve obíhá pultová střecha posazená na dřevěných konzolách, které vystupují ze stěn. Chrám je zastřešen sedlovou střechou, nad závěrem zvalbenou. Nad kněžištěm je věžička sanktusníku, opět s barokní bání. Střecha i stěny cerkve nad obvodovou pultovou střechou jsou pokryty šindelem.

### Interiér
Loď a kněžiště mají valenou klenbu. Mezi lodí a babincem je vyřezávaný oblouk. V interiéru se dochoval ikonostas z roku 1784 od německého umělce Franze Peera a několik nástěnných maleb.

## Zvonice
U chrámu stojí památka Ukrajiny, samostatná dřevěná zvonice vysoká osm metrů na půdorysu čtverce. Spodní část je roubená, krytá obvodovou pultovou střechou, a nad ní je další obvodová stříška. Tato část nemá nosnou funkci, je postavena kolem čtyř štenýřů, které mají nosnou funkci a tvoří vyšší hranolovou část s otevřenými zvonovými okny. Zvonice je zakončena nízkou jehlanovou střechou, krytou šindelem stejně jako bedněné štenýřové stěny zvonice. Stavební materiál je stejný jako u cerkve – jedlové trámy. Ve zvonici jsou zavěšeny tři zvony.

## Galerie

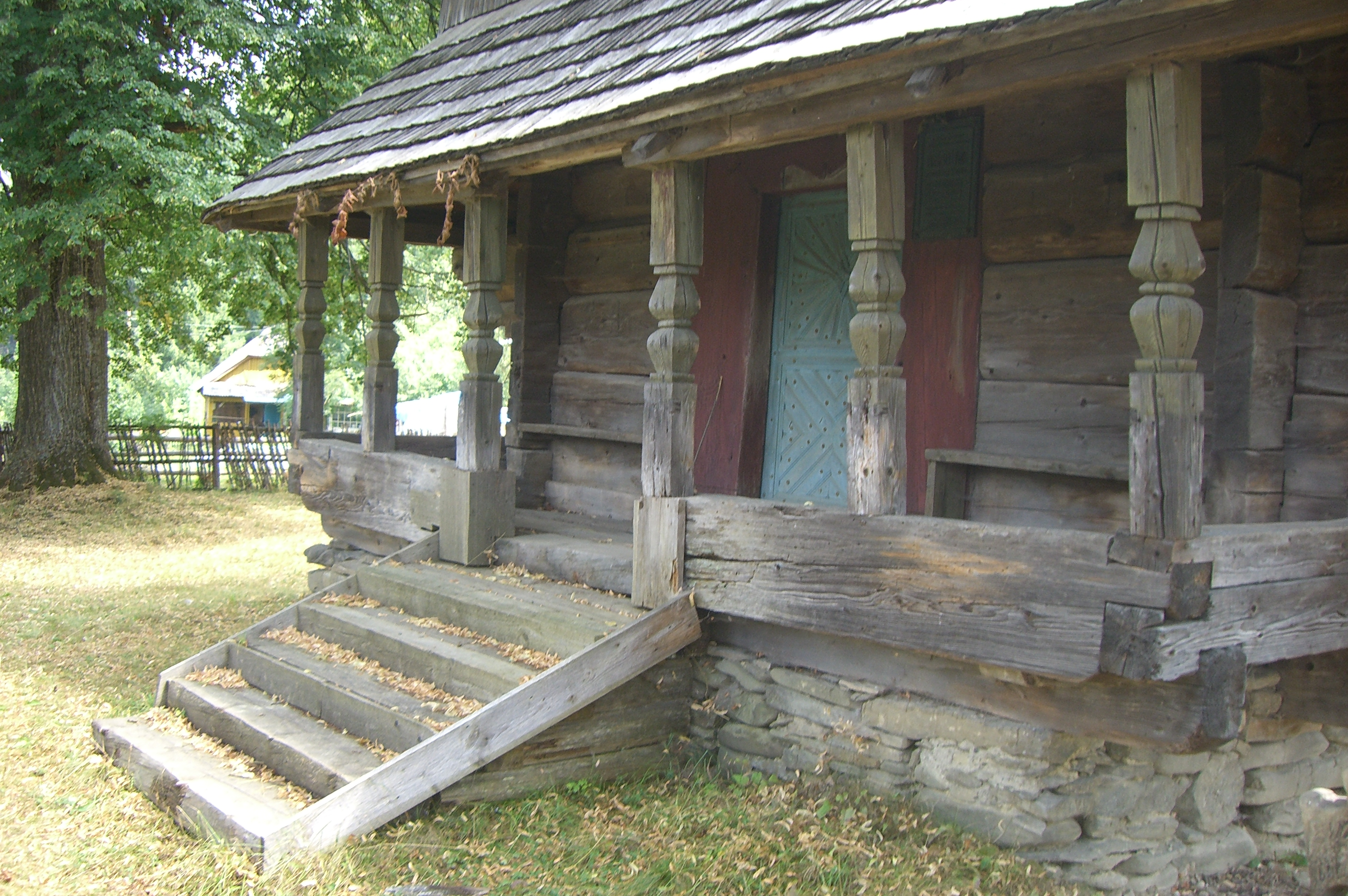
Otevřená veranda s vyřezávanými sloupy
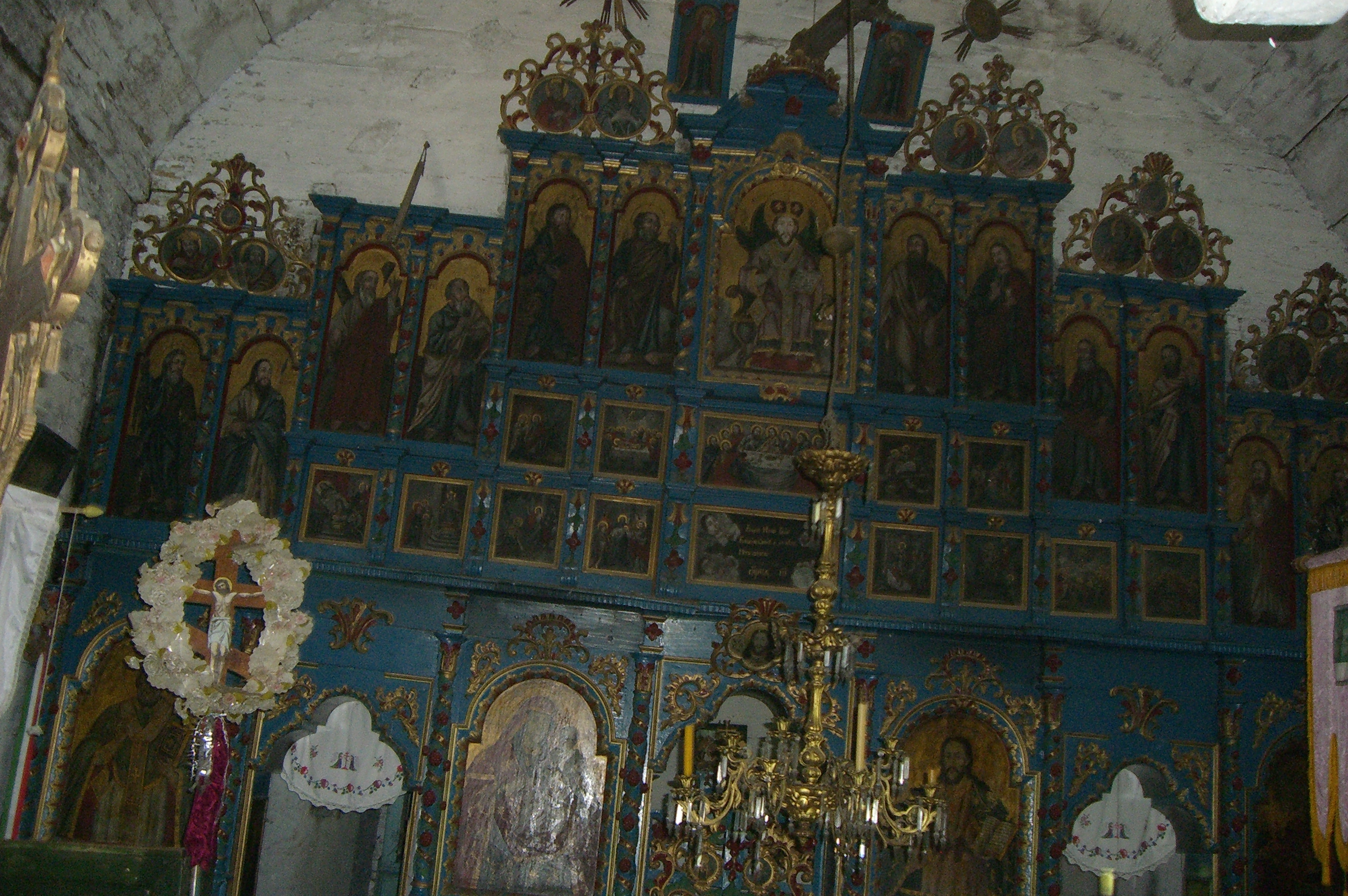
Ikonostas
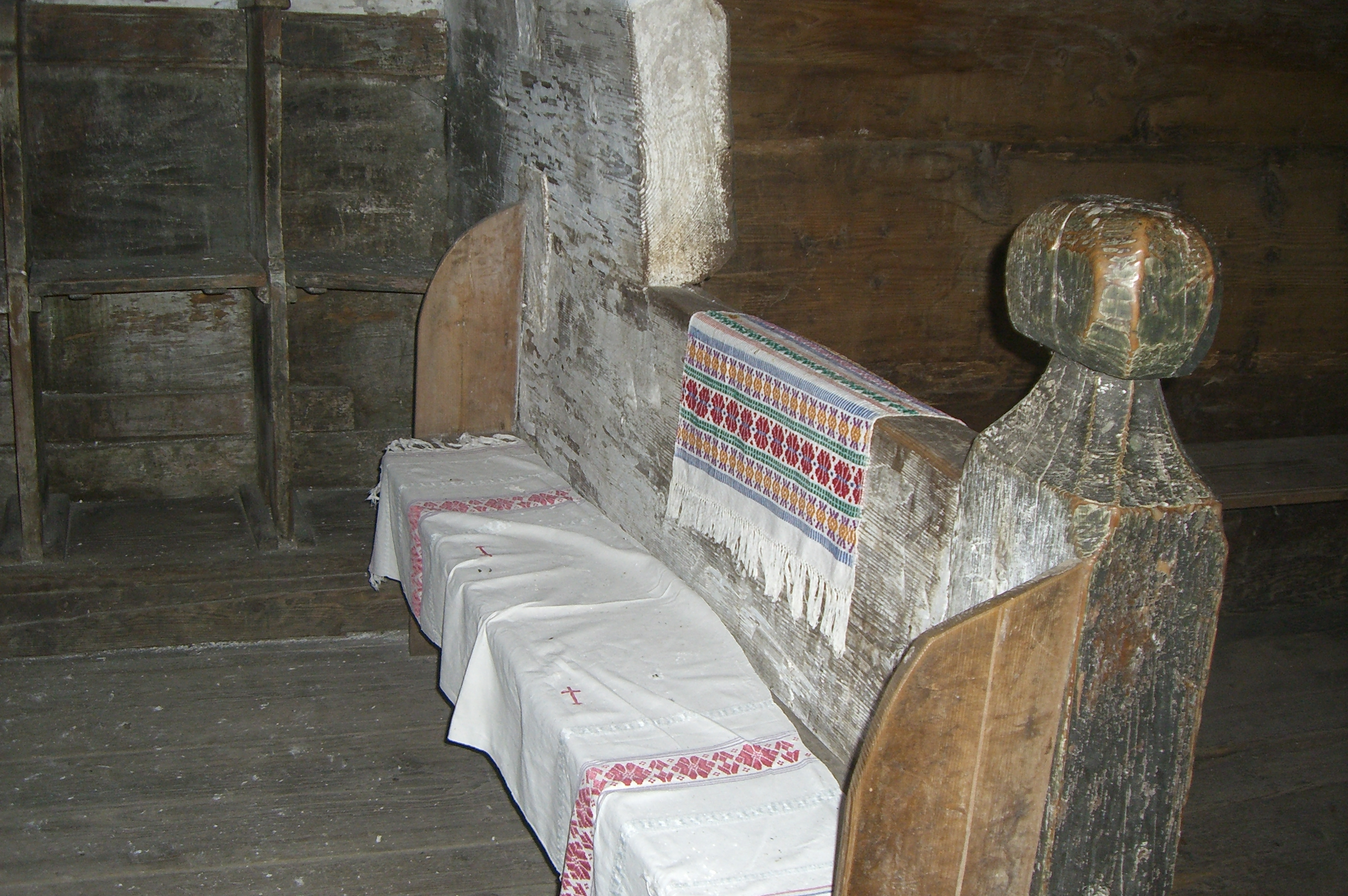
Interiér
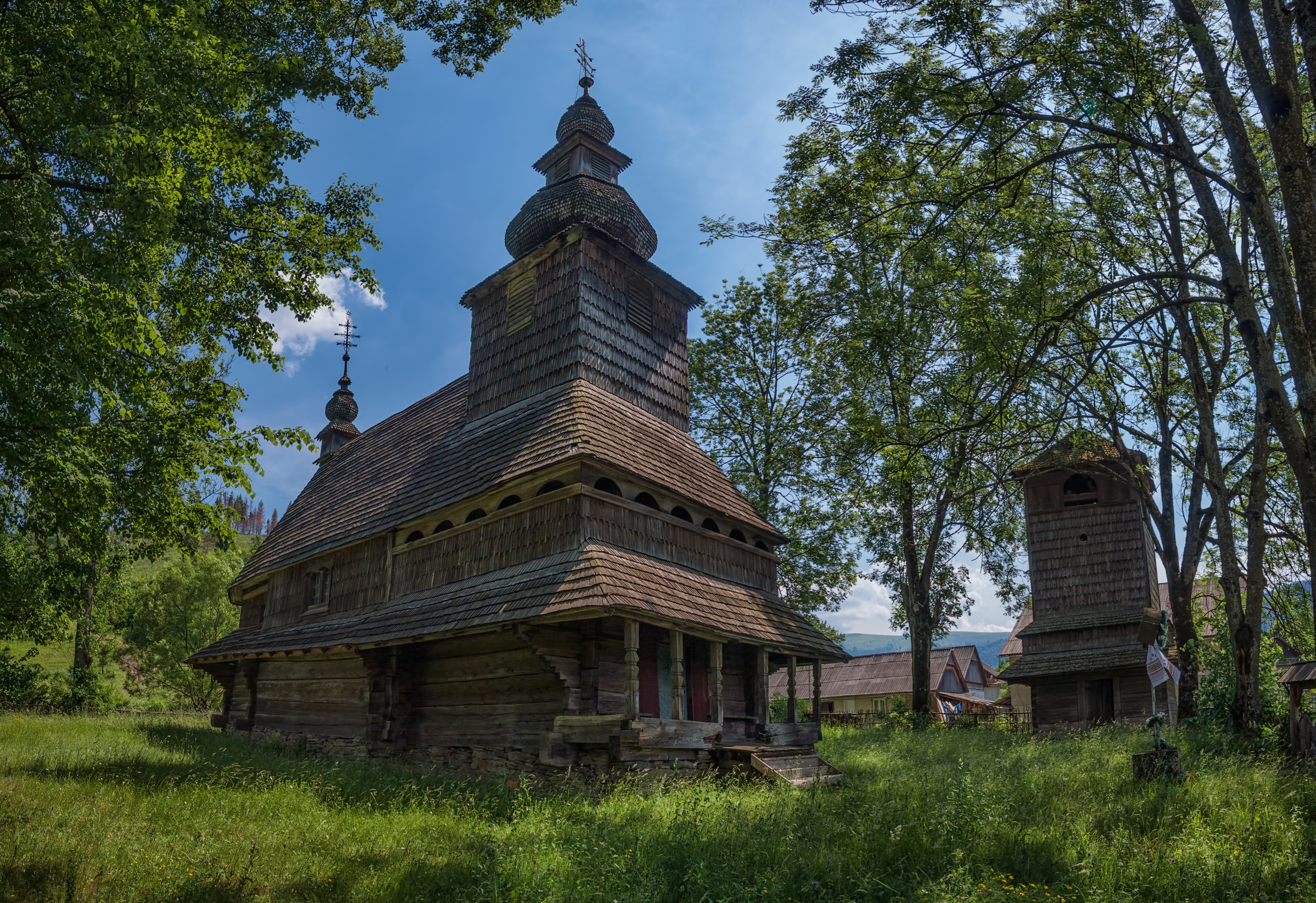
Cerkev se zvonicí
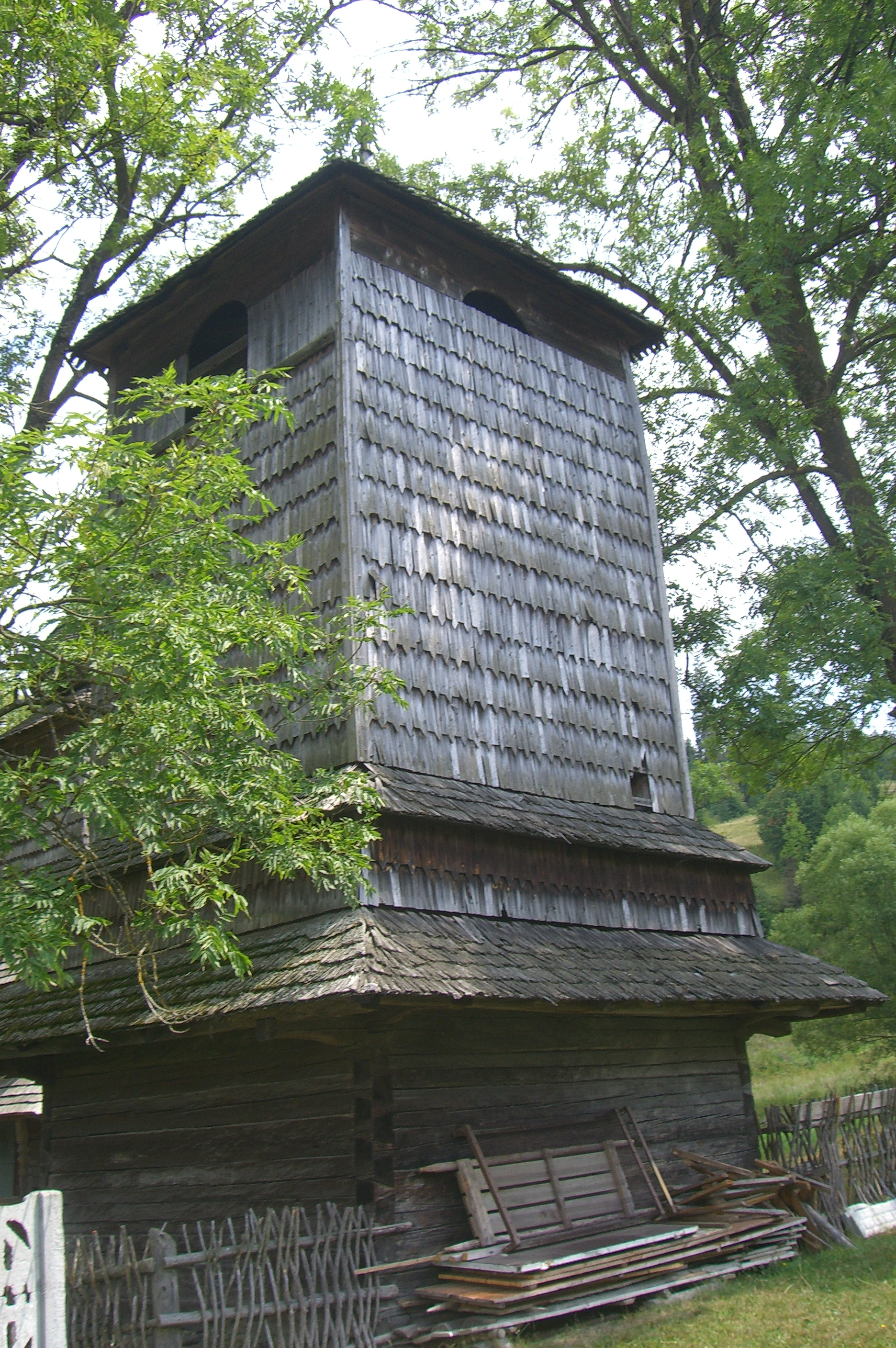
Zvonice
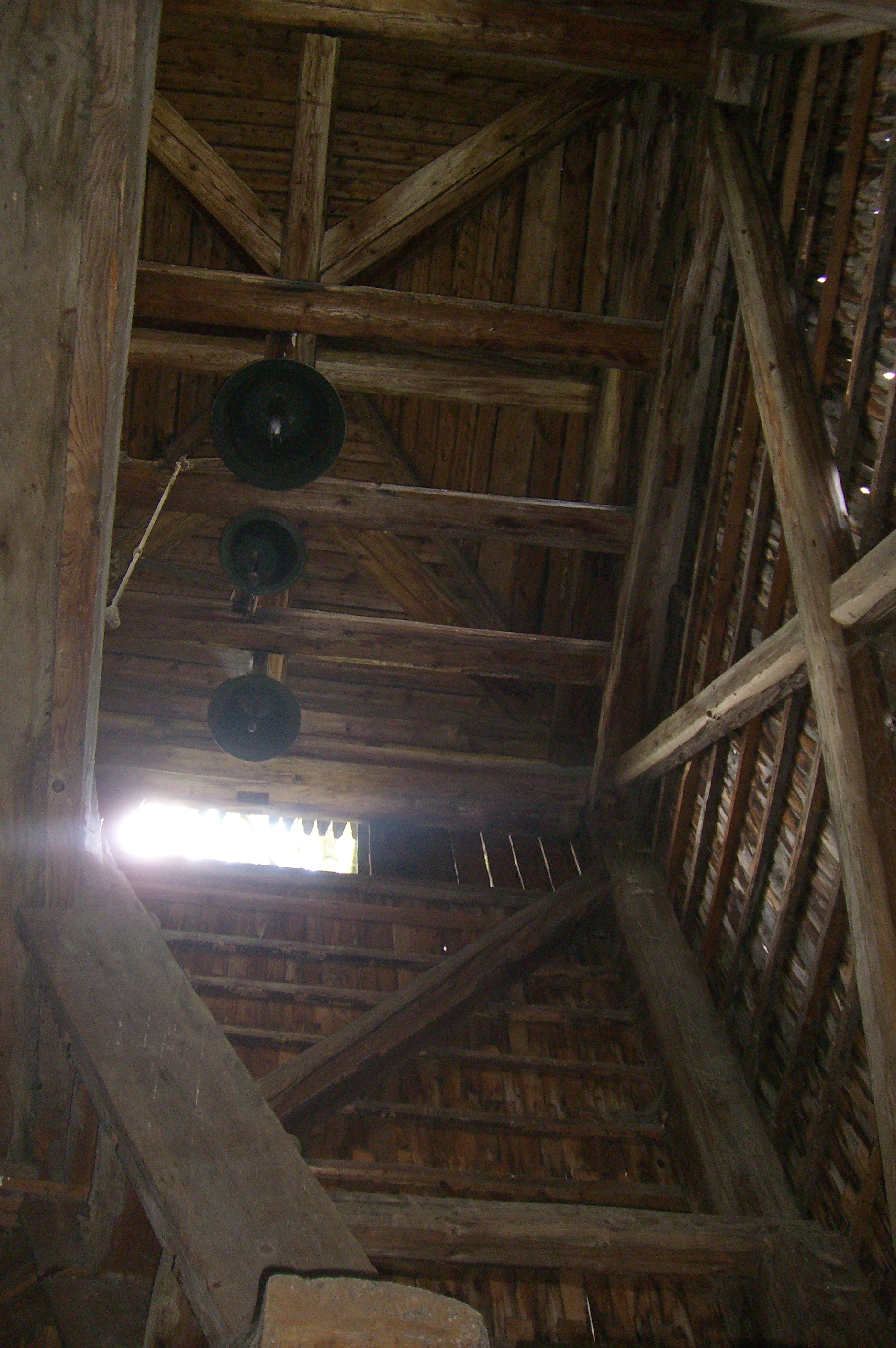
Zvony ve zvonici